# أبو قاطور
أبو قاطور قرية في ناحية جب الجراح التابعة لمنطقة المخرم في محافظة حمص في سورية. بلغ عدد سكان القرية 616 نسمة حسب تعداد عام 2004.